# Abolicija
Abolicija (lat. abolere - uništiti, zatrti) ili oprost predstavlja oslobađanje od kaznenog postupka osoba za koje postoji osnovana sumnja da su počinitelji kaznenog djela. Abolicija zmože biti i zakonsko ukidanje pravne ustanove (npr. smrtne kazne, torture). 
Abolicija je pojam izveden iz abolicionističkog pokreta u SAD koji se zalagao za ukidanje ropstva i diskriminacije ljudi po raznim osnovama. Danas se ovaj pojam pretežno odnosi na pravni čin ublažavanja ili ukidanja kazne ili sankcije. Prema zakonskim propisima dodjeljuje se samo po službenoj dužnosti, a ne i po molbi. 
U oblike abolicije ubrajaju se amnestija i pomilovanje.
1. ↑  abolicija - Hrvatska enciklopedija. enciklopedija.hr. Pristupljeno 30. lipnja 2024.
2. ↑  abolicionizam - Hrvatska enciklopedija. www.enciklopedija.hr. Pristupljeno 30. lipnja 2024.